# Rebordainhos
Rebordainhos fut une freguesia dans le district de Bragance, avec une superficie de 13.24 km² pour une population de 146 habitants (2011). Densité: 15,0 habitants/km ². La paroisse comprenait les villages de Rebordainhos, du Pereiros, de Arufe, de Quinta dos Vales et de Quinta de Vila Boa.
Elle disparut en 2013, dans l'action d'une réforme administrative nationale, ayant fusionné avec la freguesia de Pombares, pour former une nouvelle freguesia nommée União das Freguesias de Rebordainhos e Pombares.